# Xiao Yanning
Xiao Yanning (chinesisch 肖雁宁; * 23. Februar 1998 in Dazhou) ist eine chinesische Synchronschwimmerin.

## Erfolge
Xiao Yanning belegte bei den Weltmeisterschaften 2015 in Kasan in der Mannschaftskonkurrenz des freien Programms hinter der russischen Mannschaft den zweiten Platz und gewann so mit Silber ihre erste internationale Medaille. Zwei Jahre darauf folgten bei den Weltmeisterschaften in Budapest mit der chinesischen Mannschaft die zweiten Plätze im technischen und im freien Programm der Mannschaftskonkurrenz. Besser verlief die Kombination, in der die Chinesinnen vor der Ukraine und Japan Weltmeisterinnen wurden. Bei den Asienspielen 2018 in Jakarta gehörte Xiao ebenfalls zum chinesischen Kader und gewann mit diesem die Goldmedaille. Auch 2019 war sie bei den Weltmeisterschaften in Gwangju wieder Teil der Mannschaft. Mit ihr wurde sie in der Kombination und im technischen bzw. freien Programm einmal mehr hinter der russischen Mannschaft Vizeweltmeisterin. Bei den 2021 ausgetragenen Olympischen Spielen 2020 in Tokio gewann Xiao eine olympische Silbermedaille. Mit der Mannschaft, zu der neben Xiao noch Feng Yu, Liang Xinping, Huang Xuechen, Sun Wenyan, Wang Qianyi, Yin Chengxin und Guo Li gehörten, erreichte sie 193,5310 Punkte und schloss den Wettkampf hinter Russland mit 196,0979 Punkten und vor der Ukraine mit 190,3018 Punkten auf Platz zwei ab. Gleich zweimal wurde Xiao 2022 in Budapest Weltmeisterin. Sowohl im technischen als auch im freien Programm der Mannschaftskonkurrenz belegte sie mit der chinesischen Équipe den ersten Platz.
Ein Jahr darauf wurde Xiao in Fukuoka mit der Mannschaft im freien Programm sowie im Akrobatik-Wettkampf Weltmeisterin. Bei den 2023 ausgetragenen Asienspielen 2022 in Hangzhou gewann sie wie schon 2018 mit der Mannschaft die Goldmedaille. Drei weitere Titel gewann Xiao bei den Weltmeisterschaften 2024 in Doha: mit der Mannschaft wurde sie im freien wie auch im technischen Programm Weltmeisterin, außerdem im Akrobatik-Wettkampf. Bei den Olympischen Spielen 2024 in Paris gehörte Xiao erneut zum chinesischen Aufgebot im Mannschaftswettbewerb, den die Chinesinnen deutlich gewannen. Sowohl im technischen Teil wie auch in der Kür und der Akrobatik erzielten sie mit größerem Vorsprung die jeweils höchste Punktzahl und beendeten den Wettkampf mit 996,1389 Punkten auf Rang eins, vor der US-amerikanischen Mannschaft mit 914,3421 Punkten und Spanien mit 900,7319 Punkten. Neben Xiao erhielten außerdem Chang Hao, Feng Yu, Wang Ciyue, Wang Liuyi, Wang Qianyi, Xiang Binxuan und Zhang Yayi die Goldmedaille.